# Songs from the Great White North...
Songs from the Great White North... es un EP de la banda de rock británica Noel Gallagher's High Flying Birds. Publicado el 21 de abril de 2012 como parte de las celebraciones del Record Store Day, el EP incluye las caras B de los cuatro primeros sencillos de la banda, «The Death of You and Me», «AKA... What a Life!», «If I Had a Gun...», and «Dream On».

## Lista de canciones
Todas las canciones escritas y compuestas por Noel Gallagher, excepto donde se indica. 
| N.º | Título                                                               | Duración |  |
| 1.  | «The Good Rebel»                                                     | 4:20     |  |
| 2.  | «Let the Lord Shine a Light on Me»                                   | 4:10     |  |
| 3.  | «I'd Pick You Every Time»                                            | 2:06     |  |
| 4.  | «Shoot a Hole into the Sun (Gallagher, Garry Cobain, Brian Dougans)» | 7:53     |  |

## Personal
- Noel Gallagher – voz, guitarras, bajo, producción (pistas 1, 2 y 3)
- Mike Rowe – teclados
- Jeremy Stacey – batería

Personal de producción
- Paul Stacey – ingeniería (pistas 1, 2 y 3), mezclado
- Amorphous Androgynous – producción (pista 4)

Personal de gráficos
- Julian House – diseño
- Lawrence Watson – fotografía
- Julie Patterson – fotografía